# 2008年夏季奧林匹克運動會馬術比賽—個人場地障礙賽
2008年夏季奧林匹克運動會馬術比賽－個人場地障礙賽於2008年8月21日晚上在香港馬術比賽場地（沙田）舉行，賽事有75名運動員及馬匹參與。

## 獎牌榜

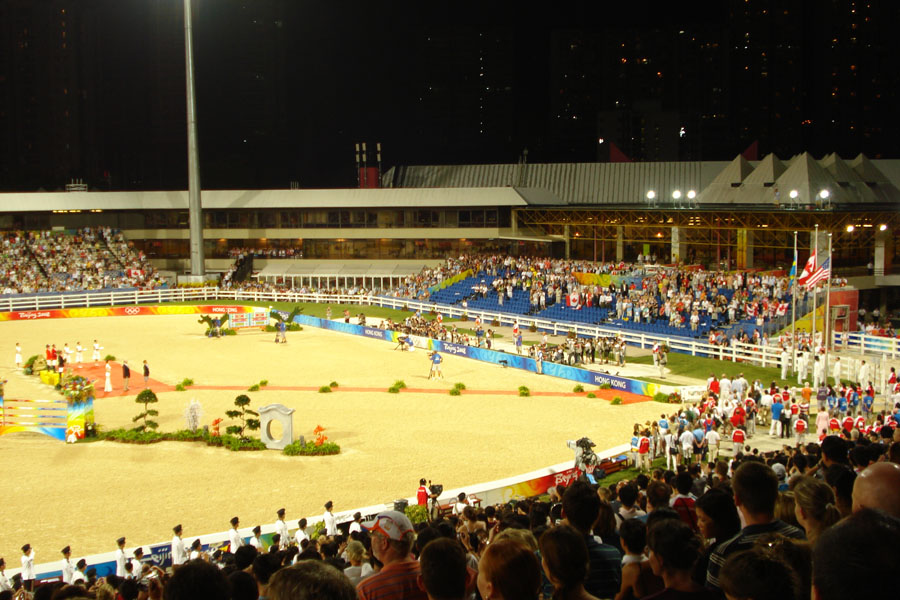
2008年夏季奧林匹克運動會馬術比賽－個人場地障礙賽頒獎儀式

| 獎牌 | 運動員                              | 成績    |
| 金牌 | 埃里克·拉瑪塞（加拿大） · 座騎：Hickstead | 0分+0分 |
| 銀牌 | 罗尔夫-约兰·班特森（瑞典） · 座騎：Ninja  | 0分+4分 |
| 銅牌 | 比齐·（美国） · 座騎：Authentic     | 4分+0分 |

## 賽制
比賽分為兩個階段，包括資格賽及決賽：
- 資格賽（A輪賽事）

75名參賽運動員及馬匹會先進行兩圈資格賽，排名最高的50對人馬會進身第三圈資格賽賽事，得分最高的35對人馬會進身決賽。
- 決賽（B輪賽事）

35對進身決賽的人馬會再作比試，以決定決賽第二圈的參資賽格，20對進身決賽第二圈人馬，會以罰分最少者決定名次。

## 資料來源
- 馬術比賽官方網站
- 《跨障礙越險阻》（Take Me Home，2008年8月8日）
- 场地障碍个人赛资格赛 - 第1轮赛事项目报告
- 场地障碍个人赛资格赛 - 第2轮赛事项目报告